# Górnik Zabrze w sezonie 2016/2017
Sezon 2016/2017 był 69 sezonem w historii klubu i 7 w historii klubu na drugim poziomie rozgrywek ligowych. Górnik zakończył rozgrywki I ligi na 2. miejscu premiowanym awansem do Ekstraklasy. Poza rozgrywkami ligowymi brał również udział w Pucharze Polski.

## Działalność klubu
Po spadku z Ekstraklasy klub rozpoczął działania mające na celu powrót do najwyższej klasy rozgrywkowej w sezonie 2017/2018. 16 maja prezydent miasta Zabrza – Małgorzata Mańka-Szulik zwołała zebranie rady nadzorczej klubu w celu przedyskutowania obecnej sytuacji i zaplanowania dalszych kroków. W kuluarach pojawiły się sugestie o możliwych rozwiązaniach kontraktów z piłkarzami, zmianie trenera oraz zmianach w zarządzie Górnika.
Pierwszą zmianą było odwołanie z funkcji prezesa zarządu klubu Marka Pałusa oraz rezygnacja Tomasza Heryszka ze stanowiska wiceprezesa. Obaj nie mieli poparcia w środowiskach kibiców i często byli krytykowani za brak wzmocnień drużyny.
27 maja nowym prezesem Górnika Zabrze został Bartosz Sarnowski związany wcześniej z zarządem Lechii Gdańsk a także pełniący funkcję członka Rady Nadzorczej Ekstraklasy SA przez jedną kadencję. Podczas konferencji prasowej nowy prezes zapowiedział, że decyzja o stanowisku trenera zostanie podjęta w ciągu tygodnia.
Zgodnie z zapowiedziami prezesa, 3 czerwca 2016 roku nowym trenerem pierwszej drużyny został Marcin Brosz, który zastąpił na tym stanowisku Jana Żurka. Klub podpisał z Broszem dwuletni kontrakt z opcją przedłużenia o kolejny rok. Nowy trener został nazwany „specjalistą od awansów” – wcześniej prowadził m.in. pierwsze drużyny Polonii Bytom, Podbeskidzia Bielsko-Biała, Odry Wodzisław, Korony Kielce czy Piasta Gliwice. Z tym ostatnim awansował do Ekstraklasy a następnie do europejskich pucharów. Jan Żurek pozostał w strukturach klubowych na stanowisku koordynatora skautingu.
Decyzją Walnego Zgromadzenia Akcjonariuszy, kapitał spółki Górnik Zabrze SSA został podwyższony o 1,8 miliona złotych. Nowe akcje objął większościowy właściciel klubu – gmina Zabrze.
12 lipca ogłoszono nowego szefa działu marketingu, którym został Tomasz Masłoń, odpowiedzialny wcześniej za promocję zabrzańskiej kopalni Guido. Dział marketingu nie posiadał kierownika od czasu śmierci Krzysztofa Maja w listopadzie 2015 roku.
Dwa dni po oficjalnej prezentacji zespołu ogłoszono, że nowym sponsorem Górnika została firma STS – jedna z największych firm bukmacherskich działających w Polsce. Porozumienie zostało podpisane na dwa sezony, a jednym z elementów umowy jest premia dla klubu za wywalczenie awansu do Ekstraklasy.
15 września ogłoszono nowego wiceprezesa klubu. Została nim Katarzyna Wierska-Kuberka, pełniąca wcześniej funkcję prezesa zarządu w firmie Tauron.
Na początku stycznia 2017 roku nowym przewodniczącym Rady Nadzorczej klubu został Roman Kusz, zastępując Tomasza Młynarczyka.
Dwa tygodnie przed zakończeniem przerwy zimowej Rada Miasta Zabrze przyjęła projekt Urzędu Miasta, na mocy którego klub doinwestowany zostanie kwotą ponad 32 milionów złotych. Celem tej operacji było ustabilizowanie sytuacji finansowej Górnika.

### Długi wobec poprzednich trenerów
W marcu 2016 roku Górnik Zabrze zwolnił z posady trenera pierwszej drużyny Leszka Ojrzyńskiego. Po kilku miesiącach Ojrzyński stwierdził, że klub ma wobec niego zaległości finansowe sięgające pięciu miesięcy i zapowiedział złożenie pozwu przeciwko Górnikowi do Piłkarskiego Sądu Polubownego przy PZPN. 25 października sąd ogłosił wyrok korzystny dla trenera, zobowiązujący Górnik Zabrze do wypłaty Ojrzyńskiemu zaległości finansowych.
Podobna sytuacja miała miejsce z Robertem Warzychą, który prowadził pierwszą drużynę przed Ojrzyńskim. Trener zatrudniony w Zabrzu za czasów prezesa Zbigniewa Waśkiewicza skierował sprawę przeciwko Górnikowi do kancelarii prawniczej.

### Zaginięcie Ossa i Kante
Na pierwszym treningu Górnika pod okiem nowego trenera Marcina Brosza nie pojawili się dwaj piłkarze Górnika – Hiszpan José Kanté oraz Łotysz Mārcis Ošs. Klub wysłał do obu zawodników wezwania, ale przez dłuższy czas piłkarze nie dawali znaku życia. 3 lipca na stronie internetowej Wisły Płock pojawiło się zdjęcie trenujących zawodników tej drużyny wśród których znajdował się m.in. José Kanté, mniej więcej w tym samym czasie drugi z zaginionych zawodników wystosował do Górnika pismo o rozwiązanie kontraktu. Ostatecznie, mimo planów zawieszenia obu zawodników, klub rozwiązał kontrakt z Hiszpanem za porozumieniem stron na warunkach określonych przez zabrzański klub.
W trakcie konferencji prasowej poprzedzającej uroczystą prezentację drużyny, prezes Sarnowski potwierdził, że został złożony wniosek mający na celu rozwiązanie kontraktu z Mārcisem Ošsem z winy zawodnika. Mimo braku oficjalnego potwierdzenia o rozwiązaniu kontraktu, łotewski piłkarz wystąpił w ligowym spotkaniu drużyny FK Jelgava.

## Stadion

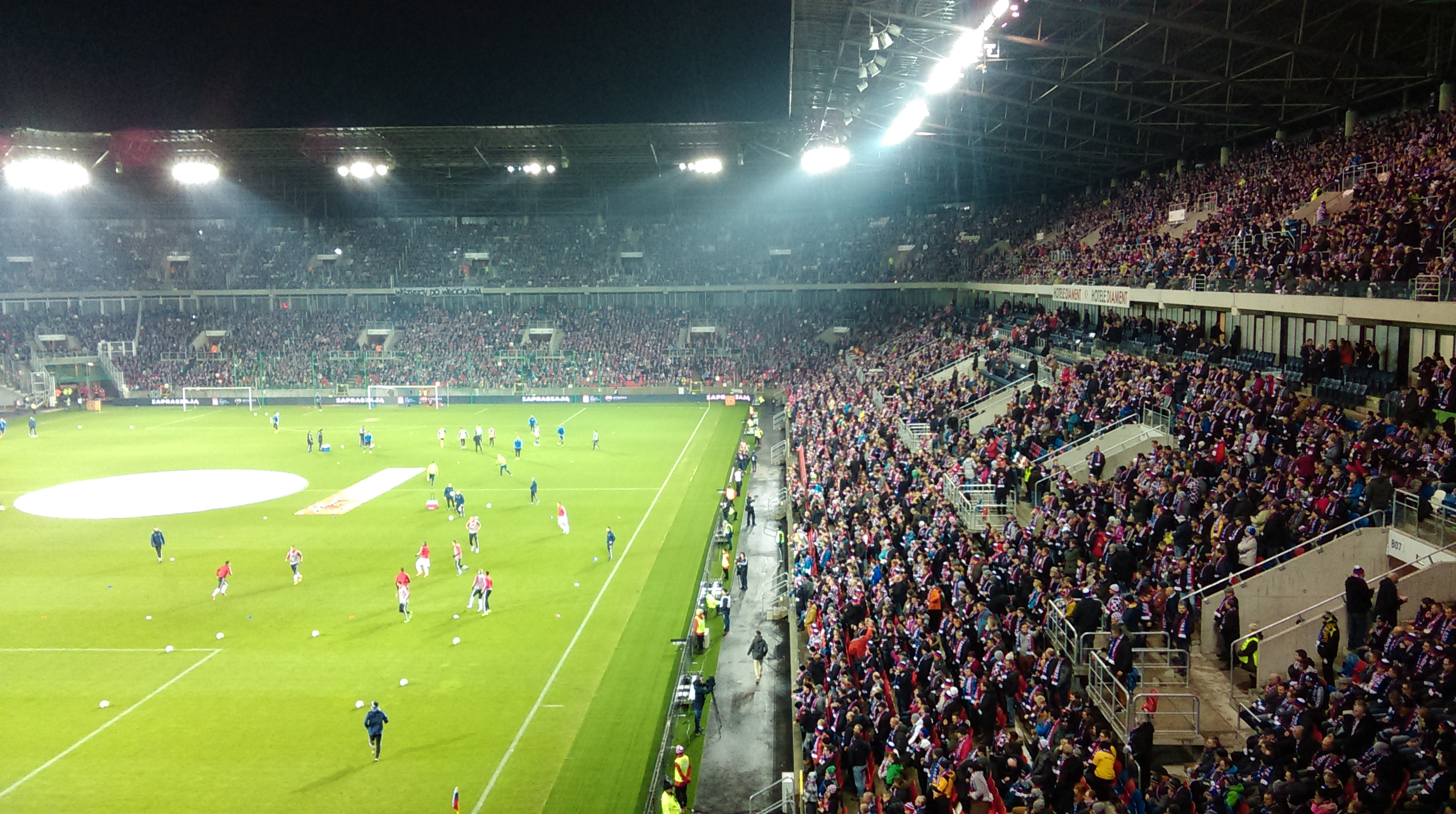
Arena Zabrze

Górnik Zabrze rozgrywał swoje spotkania domowe na przebudowanym stadionie Arena Zabrze. Obiekt w rozgrywanym sezonie mógł pomieścić 24 563 widzów. Podczas spotkania rozgrywanego 16 maja przeciwko drużynie GKS Katowice, padł rekord frekwencji na drugim poziomie rozgrywek ligowych – na stadionie w Zabrzu pojawiło się 20 987 widzów.
30 czerwca decyzją Powiatowego Inspektoratu Nadzoru Budowlanego do użytku zostały włączone ostatnie pomieszczenia biurowe, garaż podziemny oraz drogi dojazdowe. Tym samym oficjalnie zakończony został, trwający od 2011 roku, I etap modernizacji stadionu.

## Nice I Liga

### Tabela
| Poz. | Drużyna               | M  | Z  | R  | P  | Bramki | Bramki | Bramki | Punkty |
| Poz. | Drużyna               | M  | Z  | R  | P  | +      | -      | +/-    | Punkty |
| ---- | --------------------- | -- | -- | -- | -- | ------ | ------ | ------ | ------ |
| 1    | Sandecja Nowy Sącz    | 34 | 18 | 7  | 9  | 50     | 29     | 21     | 61     |
| 2    | Górnik Zabrze         | 34 | 17 | 7  | 10 | 53     | 34     | 19     | 58     |
| 3    | Zagłębie Sosnowiec    | 34 | 16 | 9  | 9  | 53     | 44     | 9      | 57     |
| 4    | Miedź Legnica         | 34 | 16 | 9  | 9  | 49     | 27     | 22     | 57     |
| 5    | Chojniczanka Chojnice | 34 | 13 | 17 | 4  | 54     | 48     | 6      | 56     |

Ostatnia aktualizacja: 34. kolejka
    awans do Ekstraklasy

### Wyniki spotkań
| Mecz           | Data            | Godz. | Stadion       | Przeciwnik                 | Wynik | Punkty | Strzelcy                                |
| -------------- | --------------- | ----- | ------------- | -------------------------- | ----- | ------ | --------------------------------------- |
| Runda jesienna |                 |       |               |                            |       |        |                                         |
| 1              | 29 lipca        | 20:30 | Legnica       | Miedź Legnica              | 0:1   | 0      | -                                       |
| 2              | 5 sierpnia      | 20:30 | Zabrze        | Stal Mielec                | 1:1   | 1      | Kopacz                                  |
| 3              | 14 sierpnia     | 18:00 | Tychy         | GKS Tychy                  | 1:2   | 1      | Gergel                                  |
| 4              | 19 sierpnia     | 20:30 | Zabrze        | Pogoń Siedlce              | 2:0   | 4      | Gergel (2)                              |
| 5              | 24 sierpnia     | 18:00 | Nowy Sącz     | Sandecja Nowy Sącz         | 0:2   | 4      | -                                       |
| 6              | 27 sierpnia     | 17:30 | Sosnowiec     | Zagłębie Sosnowiec         | 1:2   | 4      | Angulo                                  |
| 7              | 14 września     | 20:00 | Zabrze        | MKS Kluczbork              | 4:2   | 7      | Angulo, Kopacz, Plizga, Skrzypczak      |
| 8              | 10 września     | 16:00 | Grudziądz     | Olimpia Grudziądz          | 2:1   | 10     | Angulo, Ledecký                         |
| 9              | 17 września     | 18:00 | Zabrze        | Drutex-Bytovia Bytów       | 0:0   | 11     | -                                       |
| 10             | 24 września     | 19:00 | Suwałki       | Wigry Suwałki              | 0:0   | 12     | -                                       |
| 11             | 1 października  | 12:45 | Zabrze        | Chrobry Głogów             | 2:1   | 15     | Angulo (2)                              |
| 12             | 8 października  | 15:00 | Chojnice      | Chojniczanka Chojnice      | 1:1   | 16     | Grendel                                 |
| 13             | 18 października | 18:00 | Zabrze        | Stomil Olsztyn             | 2:0   | 19     | Wolniewicz, Angulo                      |
| 14             | 24 października | 17:45 | Katowice      | GKS Katowice               | 1:1   | 20     | Ledecký                                 |
| 15             | 29 października | 18:00 | Zabrze        | Znicz Pruszków             | 0:1   | 20     | -                                       |
| 16             | 6 listopada     | 17:45 | Bielsko-Biała | Podbeskidzie Bielsko-Biała | 3:3   | 21     | Ledecký, Plizga, Matuszek               |
| 17             | 13 listopada    | 17:45 | Zabrze        | Wisła Puławy               | 4:0   | 24     | Matuszek, Ledecký, Wolsztyński, Angulo  |
| Runda wiosenna |                 |       |               |                            |       |        |                                         |
| 18             | 20 listopada    | 17:45 | Zabrze        | Miedź Legnica              | 0:2   | 24     | -                                       |
| 19             | 27 listopada    | 15:00 | Mielec        | Stal Mielec                | 2:1   | 27     | Ambrosiewicz, Angulo                    |
| 20             | 3 marca         | 20:45 | Zabrze        | GKS Tychy                  | 2:1   | 30     | Wolsztyński                             |
| 21             | 11 marca        | 17:00 | Siedlce       | Pogoń Siedlce              | 1:2   | 30     | Wolsztyński                             |
| 22             | 17 marca        | 19:00 | Zabrze        | Sandecja Nowy Sącz         | 2:0   | 33     | Wolsztyński (2)                         |
| 23             | 12 kwietnia     | 18:00 | Zabrze        | Zagłębie Sosnowiec         | 1:2   | 33     | Wolsztyński                             |
| 24             | 1 kwietnia      | 19:00 | Kluczbork     | MKS Kluczbork              | 1:2   | 33     | Ledecký                                 |
| 25             | 8 kwietnia      | 17:45 | Zabrze        | Olimpia Grudziądz          | 2:1   | 36     | Wolsztyński, Angulo                     |
| 26             | 15 kwietnia     | 16:00 | Bytów         | Drutex-Bytovia Bytów       | 1:0   | 39     | Suárez                                  |
| 27             | 21 kwietnia     | 20:45 | Zabrze        | Wigry Suwałki              | 0:0   | 40     | -                                       |
| 28             | 28 kwietnia     | 19:00 | Głogów        | Chrobry Głogów             | 0:2   | 40     | -                                       |
| 29             | 5 maja          | 20:45 | Zabrze        | Chojniczanka Chojnice      | 6:1   | 43     | Kurzawa, Kopacz, Angulo (4)             |
| 30             | 13 maja         | 19:45 | Olsztyn       | Stomil Olsztyn             | 4:2   | 46     | Kurzawa, Angulo (2), Żurkowski          |
| 31             | 16 maja         | 20:30 | Zabrze        | GKS Katowice               | 1:0   | 49     | Prokić (sam.)                           |
| 32             | 21 maja         | 20:00 | Pruszków      | Znicz Pruszków             | 2:1   | 52     | Suárez, Matuszek                        |
| 33             | 28 maja         | 20:30 | Zabrze        | Podbeskidzie Bielsko-Biała | 4:0   | 55     | Kurzawa (2), Lewicki (sam.), Angulo (2) |
| 34             | 4 czerwca       | 12:30 | Puławy        | Wisła Puławy               | 1:0   | 58     | Angulo                                  |

Ostatnia aktualizacja: 34. kolejka
    zwycięstwo     remis     porażka

### Kolejka po kolejce
| 1  | 2  | 3  | 4  | 5  | 6  | 7  | 8  | 9  | 10 | 11 | 12 | 13 | 14 | 15 | 16 | 17 | 18 | 19 | 20 | 21 | 22 | 23 | 24 | 25 | 26 | 27 | 28 | 29 | 30 | 31 | 32 | 33 | 34 |
| -- | -- | -- | -- | -- | -- | -- | -- | -- | -- | -- | -- | -- | -- | -- | -- | -- | -- | -- | -- | -- | -- | -- | -- | -- | -- | -- | -- | -- | -- | -- | -- | -- | -- |
| 14 | 13 | 17 | 11 | 14 | 15 | 15 | 15 | 11 | 11 | 10 | 8  | 6  | 6  | 9  | 8  | 7  | 8  | 8  | 7  | 8  | 7  | 7  | 9  | 8  | 8  | 8  | 9  | 9  | 9  | 6  | 4  | 2  | 2  |

    awans do Ekstraklasy     baraże o I ligę     spadek do II ligi

## Puchar Polski
Jako drużyna występująca w sezonie 2015/2016 w rozgrywkach Ekstraklasy, Górnik Zabrze rozpoczął rozgrywki Pucharu Polski od 1/16 finału. W pierwszym spotkaniu pokonał po dogrywce warszawską Legię 3:2. Odpadł z rozgrywek po przegranej 0:2 w 1/8 finału przeciwko drużynie Wigier Suwałki.
| Faza | Data        | Godz. | Stadion | Przeciwnik     | Wynik | Strzelcy            |
| ---- | ----------- | ----- | ------- | -------------- | ----- | ------------------- |
| 1/16 | 10 sierpnia | 20:30 | Zabrze  | Legia Warszawa | 3:2   | Kopacz (2), Kurzawa |
| 1/8  | 20 września | 20:30 | Zabrze  | Wigry Suwałki  | 0:2   | -                   |

Ostatnia aktualizacja: 1/8 finału
    zwycięstwo     remis     porażka

## Mecze towarzyskie
Przed rozpoczęciem sezonu ligowego Górnik zaplanował dwa zgrupowania: pierwsze odbyło się w Kamieniu, dzielnicy Rybnika, drugie miało miejsce w dniach od 11 do 16 lipca w Opalenicy.
W przerwie zimowej Górnicy rozegrali serię sparingów z czeskimi i słowackimi zespołami. W późniejszym okresie wyjechali na zgrupowanie do Słowenii.
| Data                                | Przeciwnik                   | Miejsce            | Wynik | Strzelcy                                   |
| ----------------------------------- | ---------------------------- | ------------------ | ----- | ------------------------------------------ |
| Rozegrane w przerwie letniej        |                              |                    |       |                                            |
| 25 czerwca                          | MFK Karviná                  | Karvina            | 1:1   | Skrzypczak                                 |
| 29 czerwca                          | Bruk-Bet Termalica Nieciecza | Wodzisław Śląski   | 1:1   | Urynowicz                                  |
| 2 lipca                             | Reprezentacja AFE            | Wodzisław Śląski   | 0:1   | -                                          |
| 6 lipca                             | Fotbal Trzyniec              | Zabrze             | 2:0   | Szeweluchin, Gergel                        |
| 11 lipca                            | Karpaty Lwów                 | Zabrze             | 1:0   | Wolniewicz                                 |
| 15 lipca                            | Rotherham United F.C.        | Opalenica          | 0:0   | -                                          |
| 16 lipca                            | Warta Poznań                 | Opalenica          | 1:2   | Wolsztyński                                |
| 23 lipca                            | 1. SC Znojmo                 | Ołomuniec          | 3:0   | Danch, Plizga, Gergel                      |
| Rozegrane w przerwie zimowej        |                              |                    |       |                                            |
| 21 stycznia                         | Baník Ostrawa                | Karvina            | 1:3   | Plizga                                     |
| 27 stycznia                         | Fastav Zlin                  | Zlin               | 0:1   | -                                          |
| 31 stycznia                         | MFK Zemplin Michalovce       | Tatrzańska Łomnica | 1:0   | Żurkowski                                  |
| 4 lutego                            | SFC Opava                    | Ustroń             | 3:0   | Angulo, Ledecký, Danch                     |
| 18 lutego                           | NK Krško                     | Čatež ob Savi      | 3:0   | Urynowicz, Kurzawa, Plizga                 |
| 19 lutego                           | NK Celje                     | Čatež ob Savi      | 0:2   | -                                          |
| 24 lutego                           | Fotbal Trzyniec              | Zabrze             | 1:1   | Plizga                                     |
| Rozegrane w trakcie rundy wiosennej |                              |                    |       |                                            |
| 24 marca                            | MFK Frýdek-Místek            | Zabrze             | 4:1   | Wolsztyński, Szeweluchin, Arčon, Urynowicz |

Ostatnia aktualizacja: 17 kwietnia 2017
    zwycięstwo     remis     porażka

## Zawodnicy

### Skład
| Nr                                                                                                | Zawodnik              | Data urodzenia       | W klubie od | Poprzedni klub               | I Liga          | I Liga         | Puchar Polski   | Puchar Polski  | RAZEM           | RAZEM          | Żółte kartki | Czerwone kartki | Uwagi                                                    |
| Nr                                                                                                | Zawodnik              | Data urodzenia       | W klubie od | Poprzedni klub               | Rozegrane mecze | Strzelone gole | Rozegrane mecze | Strzelone gole | Rozegrane mecze | Strzelone gole | Żółte kartki | Czerwone kartki | Uwagi                                                    |
| ------------------------------------------------------------------------------------------------- | --------------------- | -------------------- | ----------- | ---------------------------- | --------------- | -------------- | --------------- | -------------- | --------------- | -------------- | ------------ | --------------- | -------------------------------------------------------- |
| Bramkarze                                                                                         |                       |                      |             |                              |                 |                |                 |                |                 |                |              |                 |                                                          |
| 1                                                                                                 | Tomasz Loska          | 26 stycznia 1996     | 2013        | Raków Częstochowa            | 15              | –              | –               | –              | 15              | -              | –            | –               |                                                          |
| 93                                                                                                | Wojciech Pawłowski    | 18 stycznia 1993     | 2016        | Rozwój Katowice              | 1               | –              | –               | –              | 1               | -              | –            | –               |                                                          |
| 96                                                                                                | Mateusz Kuchta        | 5 lutego 1996        | 2013        | GKS Katowice                 | 5               | –              | –               | –              | 5               | -              | –            | –               |                                                          |
| 99                                                                                                | Grzegorz Kasprzik     | 20 września 1983     | 2014        | Termalica Bruk-Bet Nieciecza | 13              | –              | 2               | –              | 15              | -              | 1            | –               |                                                          |
| –                                                                                                 | Mateusz Szukała       | 24 marca 1999        | 2012        | Górnik II Zabrze             | –               | –              | –               | –              | -               | -              | –            | –               |                                                          |
| –                                                                                                 | Mateusz Michalski     | 12 lutego 1998       | 2014        | MSPN Górnik Zabrze           | –               | –              | –               | –              | -               | -              | –            | –               |                                                          |
| Obrońcy                                                                                           |                       |                      |             |                              |                 |                |                 |                |                 |                |              |                 |                                                          |
| 2                                                                                                 | Bartosz Kopacz        | 21 maja 1992         | 2010        | Termalica Bruk-Bet Nieciecza | 31              | 3              | 2               | 2              | 33              | 5              | 61           | 1               |                                                          |
| 3                                                                                                 | Adam Wolniewicz       | 18 marca 1993        | 2013        | Energetyk ROW Rybnik         | 28              | 1              | –               | –              | 28              | 1              | 6            | –               |                                                          |
| 4                                                                                                 | Rafał Kosznik         | 17 grudnia 1983      | 2013        | GKS Bełchatów                | 12              | –              | –               | –              | 12              | -              | 3            | –               |                                                          |
| 5                                                                                                 | Ołeksandr Szeweluchin | 27 sierpnia 1982     | 2012        | PFK Sewastopol               | 8               | –              | –               | –              | 8               | -              | –            | –               |                                                          |
| 14                                                                                                | Bartłomiej Olszewski  | 29 stycznia 1996     | 2012        | MKS Kluczbork                | 10              | –              | –               | –              | 10              | -              | 1            | –               |                                                          |
| 15                                                                                                | Dani Suárez           | 7 maja 1990          | 2017        | SD Ponferradina              | 15              | 2              | –               | –              | 15              | 2              | 2            | –               |                                                          |
| 22                                                                                                | Szymon Matuszek (C)   | 7 stycznia 1989      | 2016        | Dolcan Ząbki                 | 29              | 3              | 2               | –              | 31              | 3              | 9            | 1               |                                                          |
| 24                                                                                                | Meik Karwot           | 27 lutego 1993       | 2017        | Lüneburger SK Hansa          | 7               | –              | –               | –              | 7               | -              | 1            | –               |                                                          |
| 26                                                                                                | Adam Danch (C)        | 15 grudnia 1987      | 2007        | Gwarek Zabrze                | 24              | –              | 2               | –              | 26              | -              | 2            | –               |                                                          |
| 28                                                                                                | Maciej Ambrosiewicz   | 24 maja 1998         | 2016        | MFK Karviná                  | 24              | –              | 2               | –              | 26              | 1              | 41           | –               |                                                          |
| –                                                                                                 | Bartłomiej Gajda      | 24 czerwca 1999      | 2014        | Podbeskidzie Bielsko-Biała   | –               | –              | –               | –              | -               | -              | –            | –               |                                                          |
| –                                                                                                 | Michał Teichman       | 17 marca 1996        | 2012        | Górnik II Zabrze             | –               | –              | –               | –              | -               | -              | –            | –               |                                                          |
| Pomocnicy                                                                                         |                       |                      |             |                              |                 |                |                 |                |                 |                |              |                 |                                                          |
| 6                                                                                                 | Aleksander Kwiek      | 13 stycznia 1983     | 2015        | Zagłębie Lubin               | 2               | –              | 1               | –              | 3               | -              | –            | –               | w trakcie sezonu przesunięty do zespołu rezerw           |
| 6                                                                                                 | Denis Jančo           | 1 sierpnia 1997      | 2017        | FK AS Trenčín                | –               | –              | –               | –              | 6               | -              | –            | –               |                                                          |
| 7                                                                                                 | Rafał Kurzawa         | 29 stycznia 1993     | 2010        | Energetyk ROW Rybnik         | 33              | 4              | 2               | 1              | 35              | 5              | 7            | –               |                                                          |
| 8                                                                                                 | Konrad Nowak          | 7 listopada 1994     | 2012        | Rozwój Katowice              | 11              | –              | 1               | –              | 12              | -              | 1            | –               |                                                          |
| 10                                                                                                | Erik Grendel          | 13 października 1988 | 2015        | Slovan Bratysława            | 12              | 1              | 2               | –              | 14              | 1              | 51           | –               |                                                          |
| 11                                                                                                | Roman Gergel          | 22 lutego 1988       | 2014        | DAC 1904 Dunajská Streda     | 6               | 3              | 1               | –              | 7               | 3              | 1            |                 | w trakcie sezonu odszedł do Bruk-Bet Termalicy Nieciecza |
| 14                                                                                                | Armin Ćerimagić       | 14 stycznia 1994     | 2014        | SC Eendracht Aalst           | 9               | –              | 2               | –              | 11              | -              | 21           |                 | w trakcie sezonu odszedł do GKS Katowice                 |
| 18                                                                                                | Dawid Plizga          | 17 listopada 1985    | 2014        | Termalica Bruk-Bet Nieciecza | 19              | 2              | 2               | –              | 21              | 2              | –            | –               |                                                          |
| 19                                                                                                | Mariusz Przybylski    | 19 stycznia 1982     | 2009        | Raków Częstochowa            | 16              | –              | 2               | –              | 18              | -              | 4            | –               |                                                          |
| 21                                                                                                | Sandi Arčon           | 6 stycznia 1991      | 2017        | ND Gorica                    | 12              | –              | –               | –              | 12              | -              | 1            | –               |                                                          |
| 23                                                                                                | Rafał Wolsztyński     | 8 grudnia 1994       | 2012        | Legionovia Legionowo         | 1               | –              | –               | –              | 1               | -              | –            | –               |                                                          |
| 25                                                                                                | Łukasz Wolsztyński    | 8 grudnia 1994       | 2012        | Legionovia Legionowo         | 21              | –              | 1               | –              | 22              | 7              | 3            | –               |                                                          |
| 27                                                                                                | Szymon Żurkowski      | 25 września 1997     | 2016        | Gwarek Zabrze                | 9               | 1              | –               | –              | 9               | 1              | 1            | –               |                                                          |
| 36                                                                                                | Bartosz Pikul         | 2 listopada 1997     | 2010        | Gwiazda Ruda Śląska          | 3               | –              | –               | –              | 3               | -              | –            | –               |                                                          |
| –                                                                                                 | Robert Pieczur        | 7 marca 1998         | 2016        | MSPN Górnik Zabrze           | –               | –              | –               | –              | -               | -              | –            | –               |                                                          |
| –                                                                                                 | Daniel Wajsak         | 17 lutego 1998       | 2013        | Górnik II Zabrze             | –               | –              | –               | –              | -               | -              | –            | –               |                                                          |
| Napastnicy                                                                                        |                       |                      |             |                              |                 |                |                 |                |                 |                |              |                 |                                                          |
| 11                                                                                                | David Ledecký         | 24 lipca 1993        | 2016        | 1. SC Znojmo                 | 25              | 5              | –               | –              | 25              | 5              | 3            | –               |                                                          |
| 16                                                                                                | Dariusz Pawłowski     | 25 lutego 1999       | 2012        | Górnik II Zabrze             | 2               | –              | –               | –              | 2               | -              | –            | –               |                                                          |
| 17                                                                                                | Igor Angulo           | 26 stycznia 1984     | 2016        | AO Platania Chanion          | 32              | 17             | 2               | –              | 34              | 17             | –            | –               |                                                          |
| 20                                                                                                | Marcin Urynowicz      | 16 marca 1996        | 2015        | Gwarek Zabrze                | 18              | –              | –               | –              | 18              | -              | –            | –               |                                                          |
| 23                                                                                                | Szymon Skrzypczak     | 14 marca 1990        | 2013        | Górnik Polkowice             | 14              | 1              | 2               | –              | 16              | 1              | 1            | –               | w trakcie sezonu wypożyczony do Odry Opole               |
| –                                                                                                 | Krzysztof Kiklaisz    | 13 kwietnia 1998     | 2013        | Górnik II Zabrze             | –               | –              | –               | –              | -               | -              | –            | –               |                                                          |
| –                                                                                                 | Andrzej Trubeha       | 22 listopada 1997    | 2016        | Stal Rzeszów                 | –               | –              | –               | –              | -               | -              | –            | –               |                                                          |
| Ostatnia aktualizacja: 34. kolejka Ekstraklasy, 1/8 Pucharu Polski1 w tym jedna w Pucharze Polski |                       |                      |             |                              |                 |                |                 |                |                 |                |              |                 |                                                          |

### Transfery

#### Przyszli
| Poz            | Nazwisko             | Poprzedni klub               | Typ                   | Koniec        | Kwota transferu |
| -------------- | -------------------- | ---------------------------- | --------------------- | ------------- | --------------- |
| Okienko letnie |                      |                              |                       |               |                 |
| PO             | Konrad Nowak         | Rozwój Katowice              | powrót z wypożyczenia | 30.06.2017    | -               |
| BR             | Mateusz Kuchta       | GKS Katowice                 | powrót z wypożyczenia | brak danych   | -               |
| NA             | Kamil Cupriak        | Radomiak Radom               | powrót z wypożyczenia | czerwiec 2016 | -               |
| PO             | Dawid Plizga         | Termalica Bruk-Bet Nieciecza | powrót z wypożyczenia | 30.06.2017    | -               |
| OB             | Adam Wolniewicz      | Górnik II Zabrze             | z zespołu rezerw      | 30.06.2017    | -               |
| PO             | Łukasz Wolsztyński   | Legionovia Legionowo         | powrót z wypożyczenia | 30.06.2019    | -               |
| OB             | Bartłomiej Gajda     | Górnik II Zabrze             | z zespołu rezerw      | 30.06.2017    | -               |
| NA             | Igor Angulo          | AO Platania Chanion          | transfer              | 30.06.2018    | bez odstępnego  |
| NA             | Szymon Żurkowski     | Gwarek Zabrze                | transfer              | brak danych   | bez odstępnego  |
| PO             | Maciej Ambrosiewicz  | MFK Karviná                  | transfer              | brak danych   | bez odstępnego  |
| NA             | David Ledecký        | 1. SC Znojmo                 | transfer              | 30.06.2019    | bez odstępnego  |
| Okienko zimowe |                      |                              |                       |               |                 |
| BR             | Wojciech Pawłowski   | Rozwój Katowice              | wolny transfer        | 30.06.2017    | -               |
| PO             | Denis Jančo          | FK AS Trencin                | wypożyczenie          | 30.06.2017    | -               |
| PO             | Sandi Arčon          | ND Gorica                    | wolny transfer        | 30.06.2019    | -               |
| OB             | Meik Karwot          | Lüneburger SK Hansa          | wolny transfer        | 30.06.2017    | -               |
| OB             | Dani Suárez          | bez klubu                    | nie dotyczy           | 30.06.2018    | -               |
| BR             | Tomasz Loska         | Raków Częstochowa            | powrót z wypożyczenia | brak danych   | -               |
| PO             | Bartłomiej Olszewski | MKS Kluczbork                | powrót z wypożyczenia | brak danych   | -               |

Ostatnia aktualizacja: 28 lutego 2017
2) Poz = pozycja; Koniec = rok zakończenia kontraktu
Podczas przerwy letniej, kontrakt z klubem przedłużyli:
1. Aleksander Kwiek[15], Grzegorz Kasprzik i Szymon Skrzypczak[16] – do 30 czerwca 2018
2. Ołeksandr Szeweluchin[17] – do 31 lipca 2017 z opcją przedłużenia o rok

Podczas przerwy zimowej, kontrakt z klubem przedłużyli:
1. Szymon Matuszek[18], Adam Wolniewicz[19] i Rafał Kurzawa[20] – do 30 czerwca 2018
2. Rafał Wolsztyński i Łukasz Wolsztyński – do 30 czerwca 2019[21].

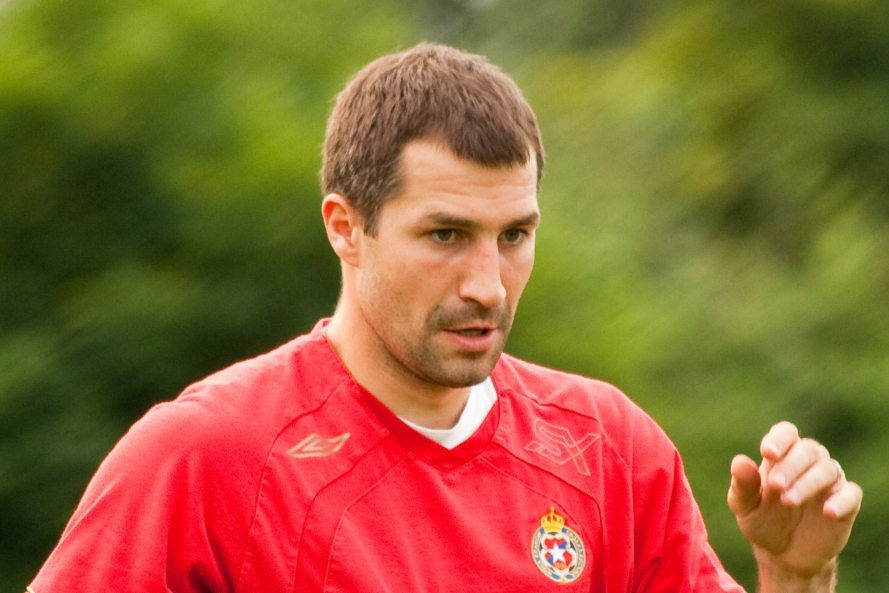
Radosław Sobolewski po udanym pobycie w Górniku zakończył piłkarską karierę.

#### Odeszli
| Poz            | Nazwisko             | Nowy klub                    | Typ                   | Kwota transferu |
| -------------- | -------------------- | ---------------------------- | --------------------- | --------------- |
| Okienko letnie |                      |                              |                       |                 |
| PO             | Radosław Sobolewski  | koniec kariery               | -                     |                 |
| BR             | Radosław Janukiewicz | Pogoń Szczecin               | koniec wypożyczenia   | -               |
| PO             | Sebastian Steblecki  | Cracovia                     | transfer              | 30.000 €        |
| NA             | Kamil Cupriak        | Radomiak Radom               | koniec kontraktu      | -               |
| BR             | Sebastian Przyrowski | Pilica Białobrzegi           | koniec kontraktu      | -               |
| PO             | Sebastian Leszczak   | Sandecja Nowy Sącz           | koniec kontraktu      | -               |
| OB             | Paweł Widanow        | Łokomotiw Płowdiw            | koniec kontraktu      | -               |
| OB             | Arkadiusz Staszczak  | Resovia                      | koniec kontraktu      | -               |
| PO             | Łukasz Madej         | Śląsk Wrocław                | rozwiązanie kontraktu | -               |
| OB             | Ken Kallaste         | Korona Kielce                | rozwiązanie kontraktu | -               |
| OB             | Mariusz Magiera      | Podbeskidzie Bielsko-Biała   | koniec kontraktu      | -               |
| OB             | Paweł Golański       | b/d                          | rozwiązanie kontraktu | -               |
| PO             | Michał Janota        | Podbeskidzie Bielsko-Biała   | rozwiązanie kontraktu | -               |
| NA             | Maciej Korzym        | Sandecja Nowy Sącz           | rozwiązanie kontraktu | -               |
| BR             | Tomasz Loska         | Raków Częstochowa            | wypożyczenie          | -               |
| PO             | Dzikamai Gwaze       | LZS Piotrówka                | rozwiązanie kontraktu | -               |
| OB             | Maciej Mańka         | GKS Tychy                    | transfer*             | bez odstępnego  |
| NA             | José Kanté           | Wisła Płock                  | rozwiązanie kontraktu | -               |
| PO             | Bartłomiej Olszewski | MKS Kluczbork                | wypożyczenie          | -               |
| NA             | Fabian Piasecki      | Olimpia Zambrów              | transfer              | bez odstępnego  |
| OB             | Mārcis Ošs           | FK Jelgava                   | brak danych           | brak danych     |
| OB             | Dominik Sadzawicki   | kontuzja                     | rozwiązanie kontraktu | -               |
| PO             | Roman Gergel         | Bruk-Bet Termalica Nieciecza | transfer              | 100.000 €       |
| Okienko zimowe |                      |                              |                       |                 |
| NA             | Szymon Skrzypczak    | Odra Opole                   | wypożyczenie          | -               |
| PO             | Armin Ćerimagić      | GKS Katowice                 | transfer              | bez odstępnego  |
| OB             | Adam Danch           | Arka Gdynia                  | rozwiązanie kontraktu | -               |

Ostatnia aktualizacja: 19 czerwca 2017
2) Poz – pozycja
- Maciej Mańka został wykupiony przez GKS Tychy, gdzie występował wcześniej na zasadzie wypożyczenia z Górnika Zabrze

### Skład podstawowy
| Nr | Poz | Zawodnik              | I Liga | Puchar Polski | Razem |
| -- | --- | --------------------- | ------ | ------------- | ----- |
| 7  | PO  | Rafał Kurzawa         | 33     | 2             | 35    |
| 2  | OB  | Bartosz Kopacz        | 31     | 2             | 33    |
| 17 | NA  | Igor Angulo           | 31     | –             | 31    |
| 22 | PO  | Szymon Matuszek (C)   | 29     | 2             | 31    |
| 26 | OB  | Adam Danch (C)        | 23     | 2             | 25    |
| 11 | NA  | David Ledecký         | 23     | –             | 23    |
| 3  | OB  | Adam Wolniewicz       | 23     | –             | 23    |
| 1  | BR  | Tomasz Loska          | 19     | –             | 19    |
| 25 | PO  | Łukasz Wolsztyński    | 17     | –             | 17    |
| 28 | PO  | Maciej Ambrosiewicz   | 15     | 2             | 17    |
| 15 | OB  | Dani Suárez           | 15     | –             | 15    |
| 99 | BR  | Grzegorz Kasprzik     | 13     | 2             | 15    |
| 18 | PO  | Dawid Plizga          | 12     | 2             | 14    |
| 19 | PO  | Mariusz Przybylski    | 12     | 2             | 14    |
| 21 | PO  | Sandi Arčon           | 9      | –             | 9     |
| 4  | OB  | Rafał Kosznik         | 9      | –             | 9     |
| 10 | PO  | Erik Grendel          | 7      | 1             | 8     |
| 14 | PO  | Armin Ćerimagić       | 6      | 2             | 8     |
| 27 | PO  | Szymon Żurkowski      | 7      | –             | 7     |
| 11 | PO  | Roman Gergel          | 6      | 1             | 7     |
| 8  | PO  | Konrad Nowak          | 6      | 1             | 7     |
| 5  | OB  | Ołeksandr Szeweluchin | 6      | –             | 6     |
| 96 | BR  | Mateusz Kuchta        | 5      | –             | 5     |
| 6  | PO  | Denis Jančo           | 4      | –             | 4     |
| 24 | OB  | Meik Karwot           | 4      | –             | 4     |
| 14 | OB  | Bartłomiej Olszewski  | 4      | –             | 4     |
| 23 | NA  | Szymon Skrzypczak     | 2      | 1             | 3     |
| 16 | NA  | Dariusz Pawłowski     | 2      | –             | 2     |
| 36 | PO  | Bartosz Pikul         | 2      | –             | 2     |
| 20 | NA  | Marcin Urynowicz      | 2      | –             | 2     |
| 93 | BR  | Wojciech Pawłowski    | 1      | –             | 1     |

Ostatnia aktualizacja: 34. kolejka I ligi, 1/8 Pucharu Polski
    podstawowa jedenastka     zawodnik odszedł z klubu w trakcie sezonu

## Zarząd i sztab szkoleniowy
Od 3 czerwca pierwszą drużynę Górnika prowadzi Marcin Brosz, który zastąpił na tym stanowisku Jana Żurka.
17 czerwca klub rozstał się z dotychczasowym sztabem szkoleniowym. Z klubu odszedł m.in. Mateusz Sławik (trener bramkarzy). Wcześniej ofertę na stanowisko asystenta Marcina Brosza odrzucił były zawodnik Górnika – Jacek Wiśniewski. 20 czerwca, na pierwszym treningu przed startem ligi, pojawili się Marek Matuszek (trener bramkarzy) oraz Wojciech Mroszczyk (trener przygotowania fizycznego).
Po meczu sparingowym rozegranym 11 lipca przeciwko drużynie Karpat Lwów nowym asystentem Marcina Brosza ogłoszono Marka Kasprzyka, wychowanka zabrzańskiego klubu, który dotychczas prowadził grupy młodzieżowe Górnika.
Od 27 lipca na stanowisko Koordynatora ds. Szkolenia Młodzieży powołano byłego trenera pierwszej drużny – Jana Żurka.
| Stanowisko                          | Imię i nazwisko                  | Uwagi                            |
| ----------------------------------- | -------------------------------- | -------------------------------- |
| Prezes                              | Bartosz Sarnowski                | od 27 maja 2016                  |
| Wiceprezes                          | Katarzyna Wierska-Kuberka        | od 15 września 2016              |
| Trener                              | Marcin Brosz                     | od 3 czerwca 2016                |
| Asystent trenera                    | Marek Kasprzyk                   | od 11 lipca 2016                 |
| Trener bramkarzy                    | Marek Matuszek                   | od 20 czerwca 2016               |
| Trener przygotowania fizycznego     | Wojciech Mroszczyk               | od 20 czerwca 2016               |
| Fizjoterapeuta                      | Bartłomiej Spałek                | Bartłomiej Spałek                |
| Masażysta                           | Sebastian Jagiełło, Tomasz Baran | Sebastian Jagiełło, Tomasz Baran |
| Lekarz                              | Zbigniew Kwiatkowski             | Zbigniew Kwiatkowski             |
| Kierownik drużyny                   | Krzysztof Skutnik                | Krzysztof Skutnik                |
| Obsługa techniczna                  | Bartosz Jankowy                  | Bartosz Jankowy                  |
| Koordynator ds. Szkolenia Młodzieży | Jan Żurek                        | od 27 lipca 2016                 |
| Górnik II Zabrze (zespół rezerw)    |                                  |                                  |
| Trener                              | Józef Dankowski                  | Józef Dankowski                  |
| Asystent trenera                    | Marek Kostrzewa                  | Marek Kostrzewa                  |
| Trener bramkarzy                    | Piotr Czop                       | Piotr Czop                       |
| Fizjoterapeuta                      | Bartłomiej Malarek               | Bartłomiej Malarek               |